# Thomas Wolff (Mathematiker)
Thomas Hartwig Wolff (* 14. Juli 1954 in New York City; † 31. Juli 2000 in Kern County, Kalifornien) war ein US-amerikanischer Mathematiker, der sich mit Analysis beschäftigte.

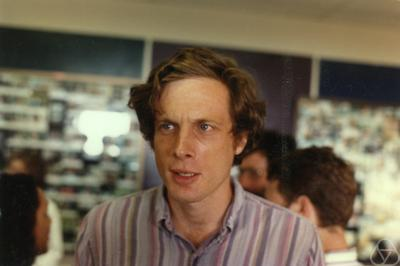
Thomas Wolff (1992)

Wolff, der Neffe des Mathematikers Clifford Gardner, studierte an der Harvard University (Bachelor-Abschluss 1975) und promovierte 1979 bei Donald Sarason an der University of California, Berkeley (Dissertation: Some Theorems on Vanishing Mean Oscillation). Als Post-Doc war er an der University of Washington und der University of Chicago (ab 1980 als Fellow der National Science Foundation). 1982 wurde er Assistant Professor am Caltech, wo er später als Professor lehrte, bis auf die Zeit 1986 bis 1988 am Courant Institute of Mathematical Sciences of New York University und 1992 bis 1995 in Berkeley. Außerdem war er unter anderem Gastprofessor am IHES (1990). 1984 wurde er Forschungsstipendiat der Alfred P. Sloan Foundation (Sloan Research Fellow).
Wolff befasste sich insbesondere mit harmonischer Analyse, aber auch partiellen Differentialgleichungen, Potentialtheorie, komplexer Analysis, geometrischer Maßtheorie. Schon mit seiner Dissertation erregte er Aufmerksamkeit, bald darauf (1979) vermehrt durch seinen neuen einfacheren Beweis des Corona-Theorems von Lennart Carleson (von diesem bewiesen 1962) in der komplexen Analysis, das als notorisch schwierig bekannt war.
Mit Barry Simon arbeitete er 1986 über Lokalisierung in Quantensystemen mit zufällig verteilten Potentialen.
1985 erhielt er den Salem-Preis. 1986 war er Invited Speaker auf dem Internationalen Mathematikerkongress in Berkeley (Generalizations of Fatou’s theorem) und 1998 in Berlin (Maximal averages and packing of one dimensional sets). 1999 erhielt er den Bôcher Memorial Prize für seine Arbeiten zum Kakeya-Problem, das er mit kombinatorischen Methoden anging, und harmonische Maße. Dabei bewies er mit Peter Jones eine länger bestehende Vermutung, dass harmonische Maße in der Ebene nur in Dimension 1 existieren.
1995 zeigte er, dass die Minkowski-Dimension einer Besikowitsch-Menge (die eine Strecke der Länge 1 in jeder Orientierung enthält) in n-dimensionalen euklidischen Räumen mindestens {\displaystyle {\frac {n+2}{2}}} ist, ein wichtiger Schritt zum Beweis der Kakeya-Vermutung. Seine untere Grenze wurde später von Terence Tao und Nets Katz verbessert.
Er starb bei einem Autounfall. Wolff war mit der Mathematikerin Carol Shubin verheiratet (Professorin an der California State University, Northridge) und hatte zwei Söhne.

## Schriften
- Lectures on harmonic analysis, AMS 2003 (herausgegeben von Carol Shubin, Izabella Laba)